# Giuseppe Andrea Bizzarri

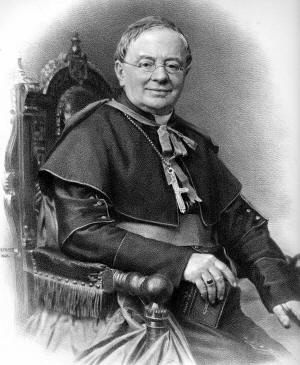
Giuseppe Andrea Kardinal Bizzarri, 1860

Giuseppe Andrea Bizzarri (* 11. Mai 1802 in Paliano; † 26. August 1877 in Rom) war ein italienischer Kurienkardinal.

## Leben
Bizzarri stammte aus einer wohlhabenden Familie und war der Sohn des Gonfaloniere Gregorio Bizzarri. Er studierte Philosophie und Theologie in Palestrina und Rom. Am 18. Dezember 1824 empfing er die Priesterweihe. 1829 wurde er Archivar an der Apostolischen Pönitentiarie, wo er 1832 zusätzlich das Amt eines Skriptors übernahm. 1837 wurde Bizzarri Untersekretär der Kongregation für Bischöfe und Regularien, deren Assessor er 1851 wurde. Im selben Jahr verlieh ihm Papst Pius IX. den Titel eines Apostolischen Protonotars. 1853 ernannte er Bizzarri zum Konsultor des Heiligen Offiziums.
Am 30. November 1854 ernannte ihn Pius IX. zum Titularerzbischof von Philippi. Die Bischofsweihe spendete ihm am 17. Dezember desselben Jahres Kardinal Gabriele della Genga Sermattei; Mitkonsekratoren waren Eugène Charles de Mazenod, Bischof von Marseille, und Mariano Falcinelli Antoniacci, Bischof von Forlì. Am 9. Januar 1855 wurde Bizzarri Päpstlicher Thronassistent.
Im Konsistorium vom 16. März 1863 nahm ihn Pius IX. als Kardinalpriester von San Girolamo dei Croati ins Kardinalskollegium auf. Am 17. Januar 1867 wurde Kardinal Bizzarri Präfekt der Reliquienkongregation. In dieser Zeit war er auch an den Vorbereitungen zum Ersten Vatikanischen Konzil beteiligt, wo er der Kommission für religiöse Angelegenheiten vorstand. Von 1869 bis 1870 wohnte er dem Konzil bei, auf dem die Päpstliche Unfehlbarkeit zum Dogma erhoben wurde. Am 31. August 1872 wurde er schließlich Präfekt der Bischofs- und Religiosenkongregation. Von 1874 bis 1875 war er Kämmerer des Heiligen Kardinalskollegiums. Am 5. Juli 1875 optierte er für die Titelkirche Santa Balbina.
Kardinal Bizzarri starb im August 1877 in Rom, wo er auf einem öffentlichen Friedhof beigesetzt wurde.